# Internationale Filmfestspiele Berlin 1974
Die Internationalen Filmfestspiele Berlin 1974 fanden vom 21. Juni bis zum 2. Juli 1974 statt.
In diesem Jahr fand die Berlinale zur gleichen Zeit wie die Fußball-Weltmeisterschaft 1974 statt. Unter Festivalleiter Alfred Bauer stand der Fußball jedoch nicht wie Jahrzehnte später bei Dieter Kosslick mit Mittelpunkt. Ein anderes Ereignis war wesentlich wichtiger für die Zukunft des Festivals: Zum ersten Mal wurde ein sowjetischer Film im Programm des Festivals gezeigt. Mit dir und ohne dich hieß der Debütfilm des sowjetischen Schauspielers Rodion Nachapetow, der im Wettbewerb, jedoch außer Konkurrenz ebenso ein Debüt für die Berlinale war.

## Wettbewerb
Im Wettbewerb wurden auf der Berlinale 1974 folgende Filme gezeigt:
| Filmtitel                                | Regisseur                | Produktionsland     | Darsteller (Auswahl)                                          |
| Asayake no uta                           | Kei Kumai                | Japan               |                                                               |
| Aufstand in Patagonien                   | Héctor Olivera           | Argentinien         |                                                               |
| Bobbys Krieg                             | Arnljot Berg             | Norwegen            |                                                               |
| Brot und Schokolade                      | Franco Brusati           | Italien             | Nino Manfredi, Anna Karina                                    |
| Das Conscript                            | Roland Verhavert         | Belgien             |                                                               |
| Duddy will hoch hinaus                   | Ted Kotcheff             | Kanada              | Richard Dreyfuss, Micheline Lanctôt, Jack Warden, Randy Quaid |
| Die Erde ist ein sündiges Lied           | Rauni Mollberg           | Finnland            |                                                               |
| Fontane Effi Briest                      | Rainer Werner Fassbinder | Deutschland         | Hanna Schygulla, Wolfgang Schenck                             |
| Ha'Ya'ar Ha-Kasum                        | Shlomo Suriano           | Israel              | Zeichentrickfilm                                              |
| Hamlet gespielt in dem Dorf Mrdusa Donja | Krsto Papić              | Jugoslawien         |                                                               |
| Eine Handvoll Liebe                      | Vilgot Sjöman            | Schweden            | Anita Ekström, Gösta Bredefeldt, Ingrid Thulin                |
| Im Namen des Volkes                      | Ottokar Runze            | Deutschland         | Dokumentarfilm                                                |
| Die Liebe des Schülers Juan              | Jaime de Armiñán         | Spanien             | Ana Belén                                                     |
| Little Malcolm                           | Stuart Cooper            | Großbritannien      | John Hurt                                                     |
| Der Pelikan                              | Gérard Blain             | Frankreich          | Gérard Blain                                                  |
| Sagarana – Das Duell                     | Paulo Thiago             | Brasilien           |                                                               |
| Stilleben                                | Sohrab Shahid Saless     | Iran                |                                                               |
| There Is No 13                           | William Sachs            | USA                 |                                                               |
| Tränen auf heißem Sand                   | Shyam Benegal            | Indien              | Anant Nag, Shabana Azmi                                       |
| Two                                      | Charles Trieschmann      | USA                 |                                                               |
| Der Uhrmacher von St. Paul               | Bertrand Tavernier       | Frankreich          | Philippe Noiret, Jean Rochefort                               |
| Unter tödlicher Sonne                    | Don Chaffey              | USA, Großbritannien | Richard Roundtree, Roy Thinnes, Nigel Davenport               |
| Die Verfolgten                           | Michel Mitrani           | Frankreich          |                                                               |
| Zeami, der Meister des Noh-Spiels        | Susumu Harada            | Japan               |                                                               |

## Internationale Jury
Jurypräsident war in diesem Jahr der Argentinier Rodolfo Kuhn. Er stand folgender Jury vor: Pietro Bianchi (Italien), Gérard Ducaux-Rupp (Frankreich), Kurt Heinz (Deutschland), Margaret Hixman (Großbritannien), Akira Iwasaki (Japan), Arthur Knight (USA), Manfred Purzer (Deutschland) und Piet Ruivenkamp (Niederlande).

## Preisträger
- Goldener Bär: Duddy will hoch hinaus
  - Silberne Bären:
  - Der Uhrmacher von St. Paul (Spezialpreis der Jury)
  - Aufstand in Patagonien
  - Im Namen des Volkes
  - Little Malcolm
  - Stilleben
  - Brot und Schokolade

## Weitere Preise
- FIPRESCI-Preis: Stilleben von Sohrab Shahid Saless